# Степне (Мар'яновський район)
Степне (рос. Степное) — село у Мар'яновського району Омської області Російської Федерації.
Належить до муніципального утворення Степнинське сільське поселення. Населення становить 798 осіб.

## Історія
Згідно із законом від 30 липня 2004 року органом місцевого самоврядування є Степнинське сільське поселення.

## Населення
| 2010 |
| ---- |
| 798  |